# The Divine Conspiracy
The Divine Conspiracy (La Conspiración Divina) es el tercer álbum de estudio de la banda neerlandesa de metal sinfónico Epica, el cual se lanzó el 7 de septiembre de 2007 bajo el sello discográfico Nuclear Blast.

## Prelanzamiento y producción
El álbum cuenta con Ariën van Weesenbeek, de God Dethroned como baterista de sesión, ya que Epica aún no contaba con un nuevo baterista tras la marcha de Jeroen Simons en 2006. Además aparece una contribución del vocalista Sander Gommans de After Forever en las voces guturales.
La idea tras el disco es que Dios creó muchas religiones diferentes para la Humanidad con el fin de que ésta encontrara y superara sus diferencias superficiales, y que descubriera que su verdadera naturaleza es igual independientemente de sus creencias.
Existe una edición del álbum que contiene un Bonus CD donde contiene imágenes de la banda, dos canciones extras y 3 videos de Never Enough (TV Version, Long Version y el Making Of)

## Lista de canciones
El álbum cuenta con la continuación de la temática "The Embrace that Smothers" que previamente había estado presente en el álbum The Phantom Agony y en el álbum Prison of Desire de After Forever.
| N.º | Título                                                     | Duración |  |
| 1.  | «Indigo ~ Prologue»                                        | 2:05     |  |
| 2.  | «The Obsessive Devotion»                                   | 7:13     |  |
| 3.  | «Menace of Vanity»                                         | 4:13     |  |
| 4.  | «Chasing the Dragon»                                       | 7:40     |  |
| 5.  | «Never Enough»                                             | 4:47     |  |
| 6.  | «La'petach Chatat Rovetz ~ The Final Embrace»              | 1:46     |  |
| 7.  | «Death of a Dream ~ The Embrace that Smothers - Part VII»  | 6:03     |  |
| 8.  | «Living a Lie ~ The Embrace that Smothers - Part VIII»     | 4:57     |  |
| 9.  | «Fools of Damnation ~ The Embrace that Smothers - Part IX» | 8:41     |  |
| 10. | «Beyond Belief»                                            | 5:25     |  |
| 11. | «Safeguard to Paradise»                                    | 3:45     |  |
| 12. | «Sancta Terra»                                             | 4:58     |  |
| 13. | «The Divine Conspiracy»                                    | 13:5     |  |

## Pistas adicionales
| N.º | Título                         | Duración |  |
| 14. | «Higher High»                  | 5:26     |  |
| 15. | «Replica (Fear Factory Cover)» | 4:09     |  |

## Ranking
| País            | Posición |
| --------------- | -------- |
| Países Bajos    | 9        |
| Francia         | 35       |
| Alemania        | 40       |
| República Checa | 29       |

## Intérpretes
- Simone Simons - Voz de mezzo-soprano
- Mark Jansen- Guitarra, Voz gutural
- Ad Sluijter - Guitarra
- Coen Janssen - Piano & Sintetizador
- Yves Huts - Bajo
- Ariën van Weesenbeek - Batería

### Invitados
- Sander Gommans - Apoyo de voces guturales en "Death of a Dream" - After Forever
- Olaf Reitmeier - Guitarra acústica en "Chasign The Dragon"
- Amanda Somerville - Voz hablada en "The Obsessive Devotion"
- Gjalt Lucassen - Sacerdote en "Living a Lie"
- Jaff Wade - Voz hablada en "Fools of Damnation"

## Comentarios acerca del disco
Indigo
Mark: "El prólogo es acerca de una persona que siente que él es diferente de las demás personas desde que el nació. Él está en la línea roja en la historia. La primera parte trata de la psyche negativa de la raza humana. Nuestro personaje principal va a través de todo esto y aprende de él."
The Obsessive Devotion
Mark: "Alguien se separa y la otra persona no puede aceptarlo así empieza una especie de acecho hacia ella."
Yves: "Primera (real) canción del álbum y que a la vez es bastante fuerte y rápida.Tiene una especie de atmósfera obscura y bastantes partes sorprendentes en las cuales podrán hacer headbanging muy bien. Ya hemos tocado esta canción una vez en vivo. Es la primera canción del concepto acerca de la 
psyche negativa humana."
Menace of Vanity
Mark: "Acerca de un ego que es demasiado grande y destruye las amistades."
Yves: "Corta, contagiosa, pesada y una canción obscura. Creo que esta es la más pesada y rápida canción del álbum."
Chasing the Dragon
Mark: "Adicción a las drogas."
Yves: "Es como el “Run for a fall” del álbum. Empieza como una balada, pero conforme pasa el tiempo se vuelve pesada y más pesada y a través del final hay incluso ritmos explosivos!"
Never Enough
Mark: "Codicia, la segunda parte trata acerca del personaje principal viajando a través del mundo y tiene contacto con muchas culturas, especialmente con muchas religiones."
Yves: "Contagiosa canción con algunos sonidos modernos, estructura simple bastante fácil de escuchar."
La'petach Chatat Rovetz
Mark: "Significa 'el pecado está agachado en tu puerta', una cita Hebrea de su Biblia."
Yves: "Esta es más una introducción para Death of a Dream. No hay voces, batería o guitarra aquí. Es una especie de sentimiento Oriental/Hebreo."
Death of a Dream
Mark: "Acerca de la supresión a la mujer islámica."
Yves: "Hermosa canción pesada y más guitarras orientadas con un sentimiento oriental."
Living a Lie
Mark: "Cristianismo, personas con un niño sin nacer que tiene una terrible desventaja (el niño morirá después de nacer) creen que Dios salvará a su hijo y no aceptan las advertencias del equipo medico, quien les dice que su hijo está perdido."
Yves: "Corta y contagiosa, la canción melódica que podría ser una buena candidata para un sencillo. Es también acerca de religión."
Fools of Damnation
Mark: "De nuevo el Islam, ser un esclavo de Allah y hacer lo que sea necesario par satisfacer a Dios. Inclusive si parece incorrecto y dudoso lo que los demás te digan que tienes que hacer para satisfacer a Allah. La última parte es acerca del conocimiento que el personaje principal ha obtenido. Él propaga la palabra acerca de las religiones y le dice a la gente acerca de los buenos fundamentos de las religiones y acerca de los lados oscuros."
Yves: "La segunda canción más larga. Empieza oriental pero el ambiente cambia y se vuelve más rápida, compleja, e inclusive agresiva. Trata de religión."
Beyond Belief
Mark: "Trata acerca de los desastres naturales que han sido causados por la raza humana."
Yves: "¡Ad toca su primer y único solo en esta canción!"
Safeguard to Paradise
Mark: "El personaje principal es asesinado por su opinión de la religión. Trata acerca de la libertad, que es el bien más preciado que siempre hemos tenido y que nunca deberíamos perder.."
Yves: "Balada de piano, no hay guitarras o batería. Voces femeninas, piano y orquesta. Una atmósfera muy etérea, que da un pequeño descanso del heavy general, humor negro del álbum. Excepto por el intro es la canción más corta."
Sancta Terra
Mark: "El personaje principal en la inmortalidad."
Yves: "Un ritmo palpitante constante aquí. El coro es considerablemente prominente en esta canción."
The Divine Conspiracy
Mark: "Trata acerca de la teoría que el personaje principal ha revelado: Como una prueba, Dios creó todas las diferentes religiones y las liberó a la humanidad para ver si eran capaces de encontrar la verdadera naturaleza de ellas, dándose cuenta de que en todas las religiones, realmente, es lo mismo. ¿La voluntad humana considera esto o continua matando a gente que lo averigua?"
Yves: "La canción más larga de Epica hasta ahora. Tiene un hermoso y largo intro y final y la orquestación suena mas como el score de una película." 